# Kleine Wiese
Die Kleine Wiese ist ein über 22 km langer Fluss im baden-württembergischen Landkreis Lörrach. Sie ist der größte Nebenfluss der aus dem Südschwarzwald nach Südwesten zum Baseler Rheinknie fließenden Wiese. Von ihrem Quellgebiet am Belchen verläuft sie gestreckt südwärts und mündet am südlichen Rand des Weitenauer Berglands von rechts in die Wiese. Der Fluss läuft fast auf ganzer Länge auf dem Gebiet der Gemeinde Kleines Wiesental.

## Name
Die Kleine Wiese wird 1488 erstmals als klein Wiszlin erwähnt, die (Große) Wiese bereits 1264 als Wise. Der Name Belchenwiese erscheint urkundlich 1278 als Belchener Wise
Etymologisch hat der Flussname Wiese nichts mit dem deutschen Wort Wiese zu tun, sondern geht wohl schlicht auf eine indogermanische Wurzel ųisa  für Fluss zurück. Auch nach der umstrittenen vaskonischen Hypothese könnte er auf eine Wortwurzel für Wasser oder Gewässer, is-, zurückgehen.
Der Oberlaufabschnitt wird Belchenwiese genannt, ist also nach dem Berg benannt, an dem die Quelle liegt; entsprechend ist auch der größte Kleine-Wiese-Zufluss Köhlgartenwiese nach dem Berg Köhlgarten benannt, an dem er entspringt.

## Geographie

### Charakteristik

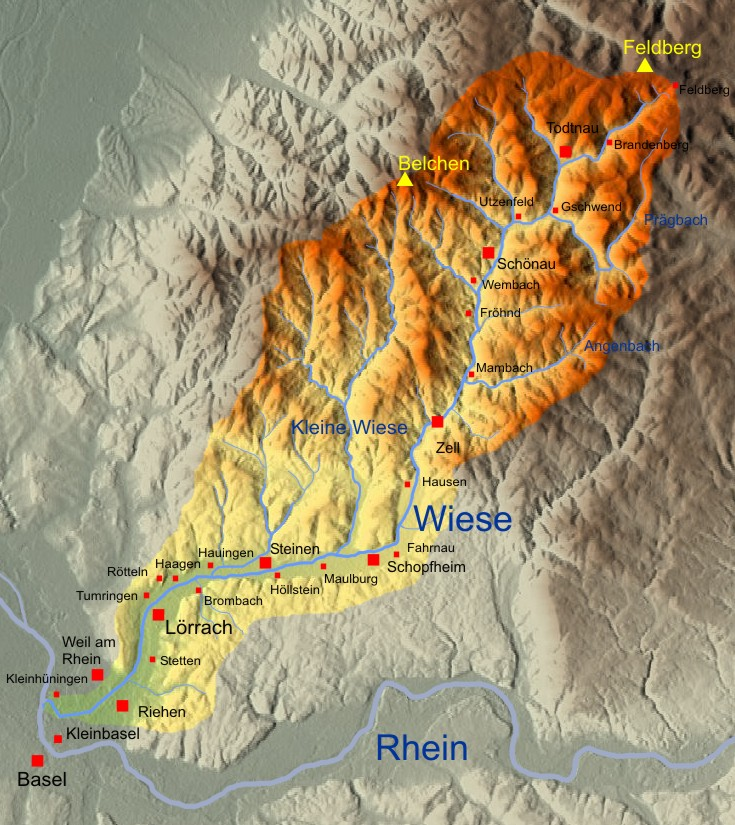
Lage der Kleinen Wiese (Mitte) zwischen dem südwestlichen Hauptkamm (oben) und dem Wiesental

Die nach Südwesten zum Blauen (1165,4 m ü. NHN) gerichtete Bergkette des Hochschwarzwalds wird durch mehrere parallele Täler in südlicher Richtung entwässert: Westlich der Kleinen Wiese (auch Belchenwiese genannt) verläuft ihr wichtigster Nebenfluss, die Köhlgartenwiese, dann folgt die Kander. Wie das Tal der Großen Wiese im Osten ist auch das Kleine Wiesental im obersten Abschnitt von kaltzeitlichen Gletschern geprägt worden. Anders als im Wiesental treten die kaltzeitlichen Vergletscherungsspuren jedoch bemerkenswert deutlich zurück zugunsten der fluvialen Geländeformen der meist mäßig steilen, in viele Rücken aufgelösten Talflanken, die nur durch schmale Kammlinien voneinander getrennt sind.

### Verlauf und Tallandschaft

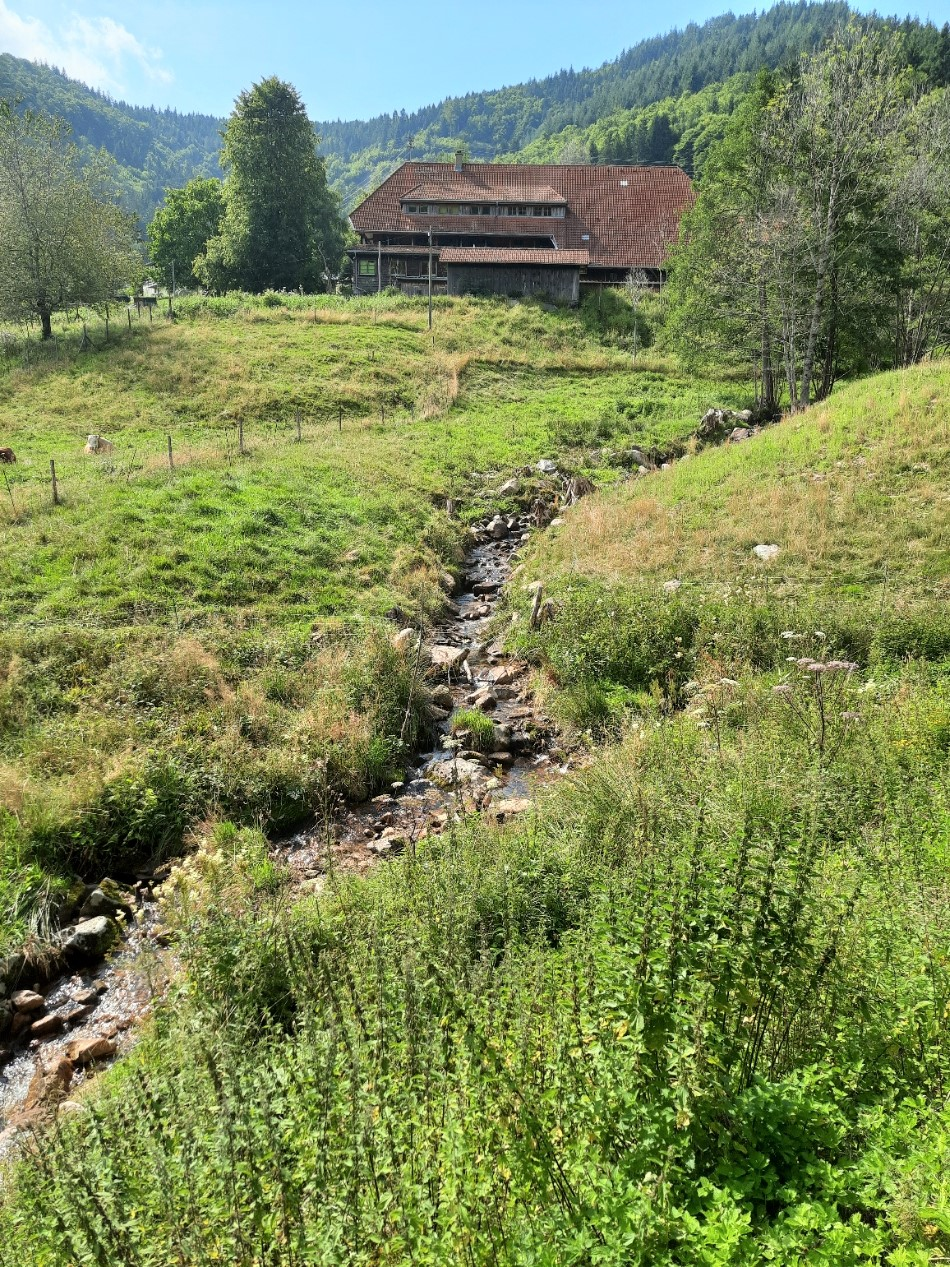
Belchenbach (Bildmitte) und Böllengrabenbach bilden die Belchenwiese unterhalb der Unteren Belchenhöfe.

In den steilen Südhängen des Belchen (1414,2 m ü. NHN) und der Hohen Kelch (1264,2 m ü. NHN) entspringen mehrere kleine Sturzbäche, die sich bei den Belchenhöfen auf rund 800 Metern Höhe zur Belchenwiese vereinigen. Der ab da schmale Wiesengrund weitet sich beim Dorf Neuenweg wieder auf. Hier quert eine westöstlich verlaufende Senke die Täler. Ihr folgte der historische Westweg vom Wiesental nach Müllheim (heute die Landesstraße 131) und nutzte dabei die Einsattelungen Auf der Eck westlich und Hau östlich des Dorfes. Ab Neuenweg folgt dem Bach talabwärts die Landesstraße 139.
Nach einer abrupten Verengung fließt die Belchenwiese für zwei Kilometer in waldbedecktem Kerbtal. Dort verstärkt sie auf einer Höhe von 654 m ü. NHN der vom Sirnitzpass herkommende Heubronner Klemmbach (wohl zu unterscheiden vom beginnend am gleichen Pass zum Oberrhein fließenden Klemmbach). Er übertrifft die Kleine Wiese an Wasserführung deutlich (0,26 m³/s gegenüber 0,18 m³/s) und ist damit gewässerkundlich Teil des Hauptstrangs im Gewässernetz der Kleinen Wiese.
Es folgt die Talweitung von Bürchau, deren sanfter ansteigende Hänge mehreren Weilern und Einzelhöfen Raum geben. Die anschließende, in Windungen verlaufende Kerbstalstrecke von 4 Kilometern Länge weist oberhalb der Talsohle schmale, als Grünland bewirtschaftete Verebnungen auf, deren bedeutendster Ort das aussichtsreich gelegene Elbenschwand ist. Talabwärts mündet bei Holl von rechts das Riederbächle ein, dessen weiträumiges, vielgliedriges Tal stärker und wohl schon seit dem 9. Jahrhundert besiedelt ist und überwiegend als Grünland genutzt wird. Ein Mosaik aus Wiesen, kleinen Wäldern und Weilern kennzeichnet fortan auch die Hänge des Haupttals.
Den Namen Belchenwiese führt die Kleine Wiese nur bis Tegernau, dem Hauptort der im Schwarzwald liegenden Talbereiche. Hier mündet auf 433 Metern Höhe als wichtigster Nebenfluss die Köhlgartenwiese ein, womit die Wasserführung der Kleinen Wiese um zwei Drittel verstärkt wird.

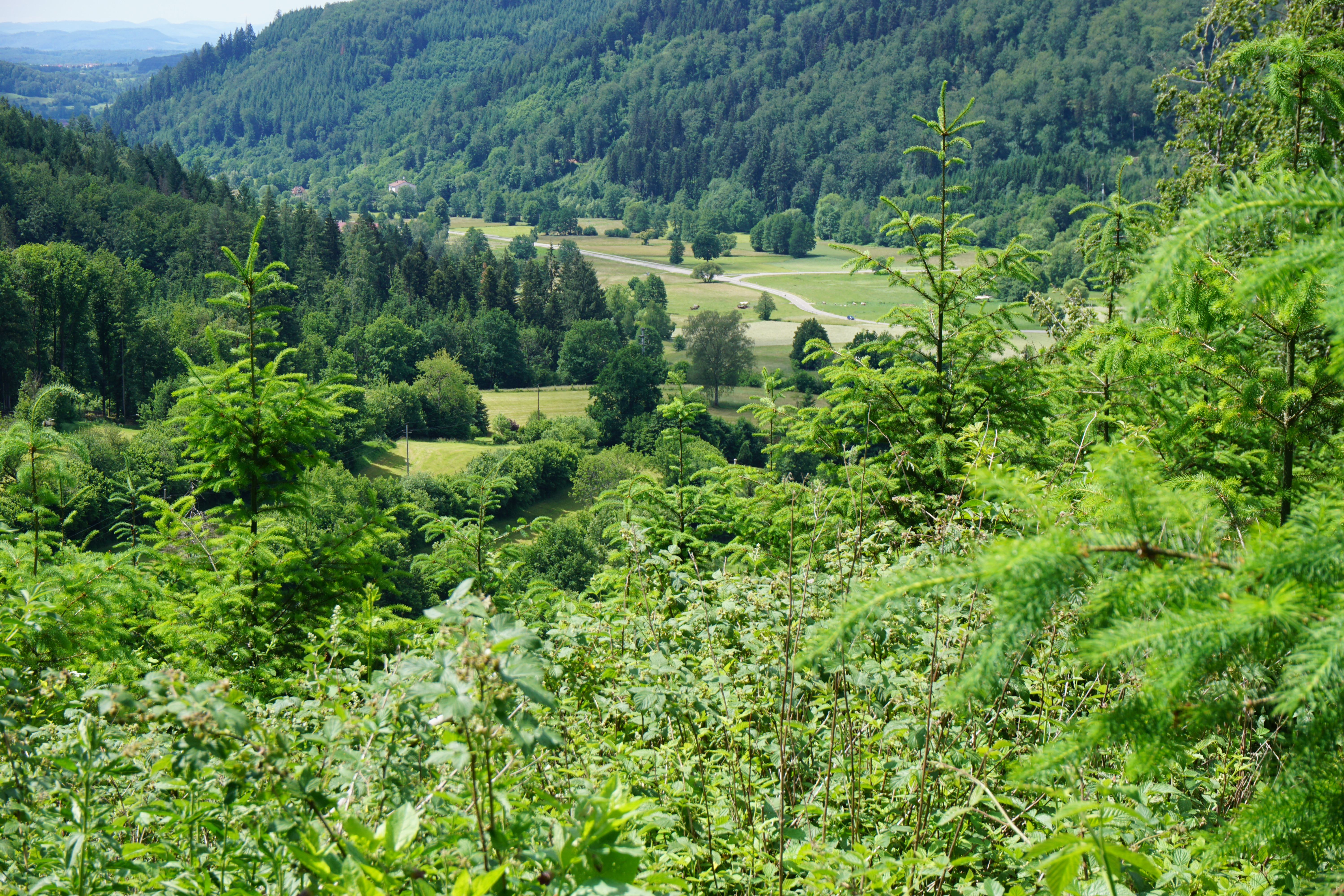
Der unterste Talabschnitt der Kleinen Wiese zwischen Enkenstein und Langenau

Bei Wieslet verlässt der Fluss das Gebiet der Gemeinde Kleines Wiesental und tritt unvermittelt in die Schopfheimer Bucht aus. Die darin liegenden Plateaus der Weitenauer Vorberge sind wesentlich niedriger als der Schwarzwald. Sie werden von diesem durch eine breite Talung getrennt, die alle hier aus dem Gebirge tretenden Täler quert und durch die Gesteinszerrüttung der bedeutenden Schwarzwald-Südrand-Verwerfung vorgezeichnet ist. Hier nimmt die Kleine Wiese ihren letzten größeren Nebenbach auf, den unterhalb von Enkenstein Dorfbach heißenden, von Gresgen herabkommenden Schellbach. Die 300 bis 700 Meter breite Talsohle wird von vielen Gräben durchzogen, hier Wühre genannt.

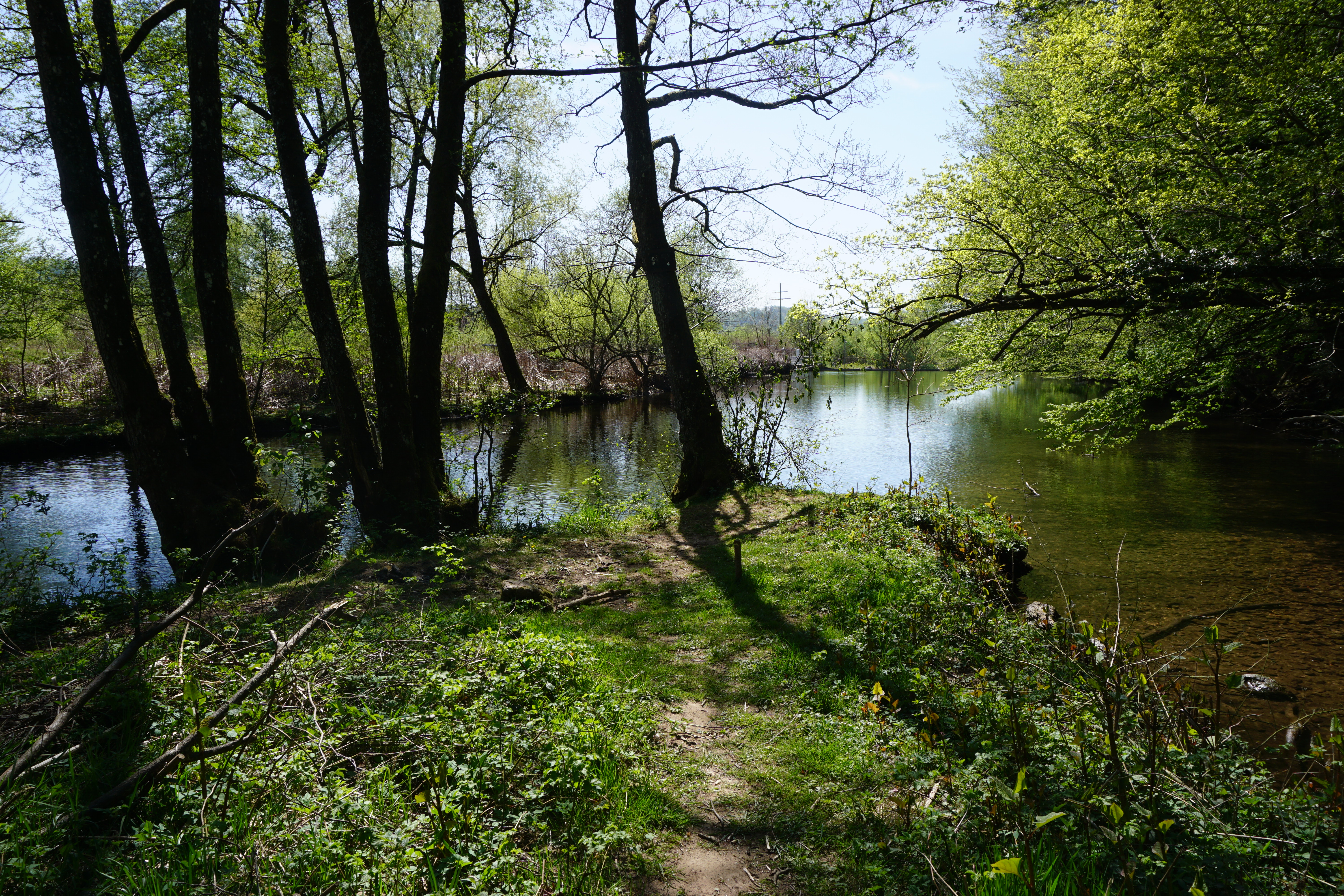
Mündung der Kleinen Wiese (rechts) in die Wiese bei Maulburg (links)

Unterhalb vom Schopfheimer Stadtteil Langenau, der weitaus größten Ortschaft im Tal der Kleinen Wiese, mündet der Fluss, gerade schon im Gemeindegebiet von Maulburg, mit einer Wasserführung von 2,52 m³/s in die (Große) Wiese (hier im Mittel 7,87 m³/s).

### Einzugsgebiet
Das 91,3 km² große Einzugsgebiet der Köhlgartenwiese hat eine Länge von rund 19 Kilometern und eine maximale Breite von rund 9 Kilometern. Der höchste Punkt liegt an der Nordostecke auf dem Gipfel des Belchen (1414,2 m ü. NHN); der Mündungspunkt in die Wiese liegt bei 351,7 m ü. NHN.
Das Einzugsgebiet liegt zum überwiegenden Teil im Gebiet der Gemeinde Kleines Wiesental, der Unterlauf liegt im Wesentlichen auf dem Gebiet der Stadt Schopfheim und mündungsnah gehört gut ein Quadratkilometer zu Maulburg.
Es grenzt an die Einzugsgebiete der folgenden Nachbargewässer an:
- Im Norden, jenseits des Belchengipfels, entwässert der Neumagen das Münstertal und, jenseits des Köhlgarten, der Klemmbach das Tal von Badenweiler westwärts zum Oberrhein;
- im Osten liegt das Einzugsgebiet des Hauptflusses Wiese;
- im Südwesten liegt das Einzugsgebiet des nach der Kleinen Wiese ersten großen rechten Wiese-Nebenflusses Steinenbach;
- im Nordwesten fließt die Kander zum Oberrhein.

### Flusssystem Wiese
- Fließgewässer im Flusssystem Wiese